# IJsseldalbekken

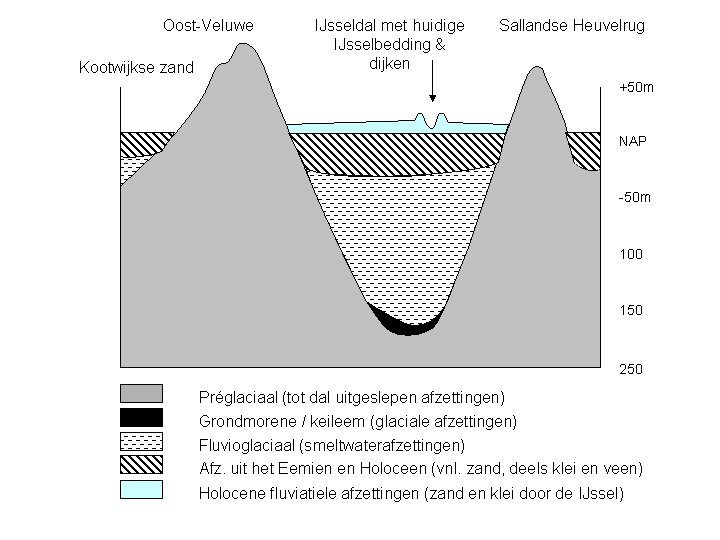
Doorsnede van het IJsseldal. Preglaciale, opgestuwde sedimenten zijn grijs.

Het IJsseldalbekken is een glaciaal bekken in Midden-Nederland, tussen de stuwwallen van de Veluwe en de Sallandse Heuvelrug. Het bekken werd gevormd door een lob van een grote ijskap tijdens het Saalien-glaciaal (ongeveer 150.000 jaar geleden). Het diepste punt van het bekken ligt bij Apeldoorn en ligt op ongeveer 120 m - NAP. Na het Saalien heeft het bekken de loop van de Rijn en later de IJssel in sterke mate bepaald. Deze rivieren hebben sediment aangevoerd dat het bekken heeft opgevuld zodat het huidige reliëf van het IJsseldal ontstond.

## Sedimentaire opvulling
Van onder naar boven wordt de volgende opeenvolging van sedimenten aangetroffen:
- Op de bodem ligt keileem, behorend tot het Laagpakket van Gieten binnen de Formatie van Drente genoemd wordt, gevormd. Ook werden door rivieren die uit en langs de gletsjer stroomden grind en grof zand afgezet (zogenaamde fluvioglaciale afzettingen, die het Laagpakket van Schaarsbergen genoemd worden.

- Daar boven ligt een tientallen meters dik pakket van deze deltaïsche zanden en kleien, die tot het Laagpakket van Twello binnen de Formatie van Kreftenheye gerekend worden. Deze afzettingen zijn gevormd in een diep meer dat was ontstaan direct na het afsmelten van het ijs. In dit meer kwam de Rijn uit, die hier een delta uitbouwde.

- Een klei-, veen- en zandlaag die het Laagpakket van Zutphen (Formatie van Kreftenheye) genoemd wordt. Aan het begin van het Eemien (de warme periode na het Saalien) was het bekken al behoorlijk opgevuld. Er stroomde toen een meanderende rivier door het IJsseldal die zand en klei afzette. Ook werd er verder van de riviergeulen veen gevormd. Uit deze tijd komen ook afglijdingsmassa's voor van de door de ontdooiing van de bodem instortende stuwwallen aan beide zijden van het bekken.

- (Grof) zandige afzettingen van de Rijn als vlechtende rivier, gevormd voordat de Rijn het IJsseldal verliet ongeveer 50.000 jaar geleden. Aan de randen van het IJsseldalbekken komen puinwaaiers voor met afgespoelde sedimenten vanaf de stuwwallen.

- Lokale afzettingen behorend tot de Formatie van Boxtel; beekafzettingen, veen en dekzand dat door de wind werd aangevoerd uit het droogstaande Noordzeebekken in het noorden.

- Afzettingen van de huidige IJssel. De huidige IJssel ontstond in de Romeinse Tijd en heeft over al deze lagen weer zijn eigen sedimenten (vooral rivierklei) afgezet, die tot de Formatie van Echteld behoren.